# Clyde Lombardi

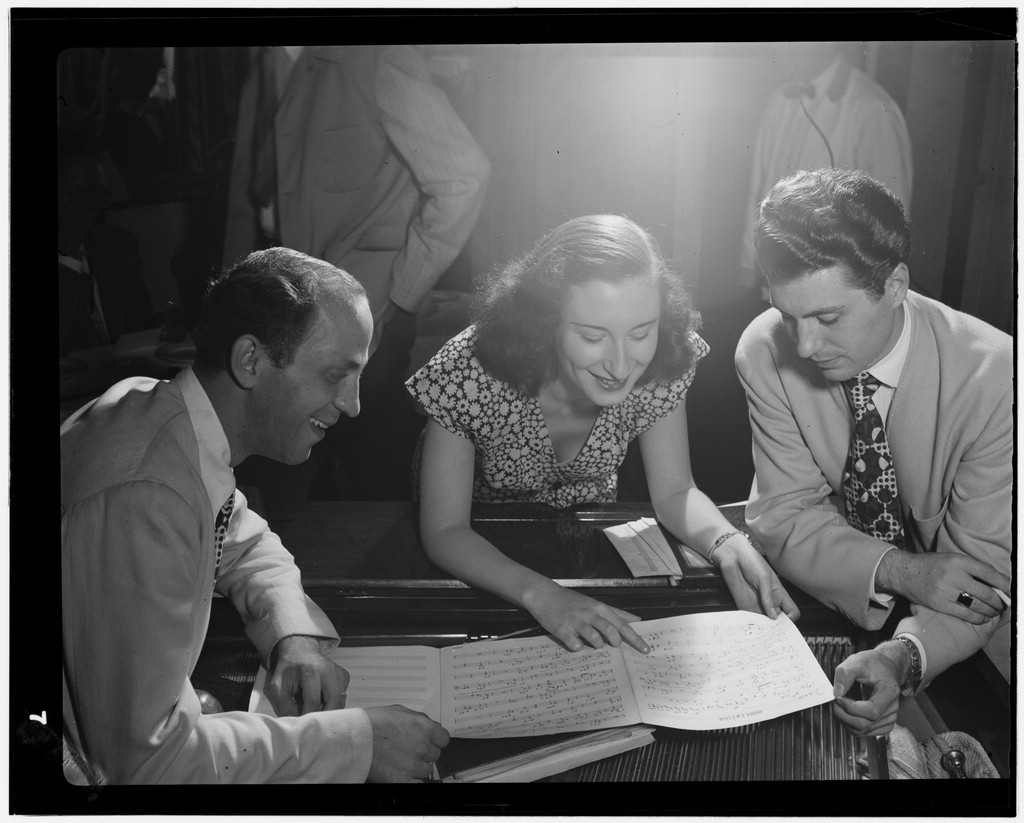
Clyde Lombardi, Barbara Carroll, Chuck Wayne. Downbeat, NYC, ca. Sept. 1947. Fotografie von William P. Gottlieb.

Claudio „Clyde“ Lombardi (* 28. März 1922 in Bronx, New York City; † 1978 ebenda) war ein US-amerikanischer
Jazz-Bassist.

## Leben und Wirken
Clyde Lombardi hatte eine klassische Ausbildung, begann aber mit 20 Jahren eine Karriere als Jazzmusiker. Er spielte von 1942 bis 1945 mit Red Norvo, Joe Marsala und 1945 im Boyd Raeburn Orchestra, außerdem in Benny Goodmans damaligem Orchester (1945 bis 1946) und seiner kleineren Combo, die dieser 1948/49 bei seinem kurzzeitigen Versuch mit dem Bebop leitete. Lombardi war in dieser Zeit auch an Aufnahmen von Charlie Ventura (1946), Lennie Tristano, Beryl Booker, Wardell Gray, Stan Getz/Al Haig (1948), Slim Gaillard, Lenny Hambro, Stan Hasselgård, Hal McKusick, Flip Phillips, Specs Powell, Aaron Sachs, Zoot Sims, Chuck Wayne/Barbara Carroll, Eddie Bert/J. R. Monterose, Tal Farlow (1953) und George Wallington beteiligt. Lombardi, der keine Aufnahmen unter eigenem Namen einspielte, arbeitete ab 1959 für CBS als Studiomusiker, auch wenn er von Zeit zu Zeit an Jazz-Sessions mitwirkte. 1975 nahm er noch mit dem Tenorsaxophonisten Tony Graye auf.

## Diskographische Hinweise
- Eddie Bert: Encore (OJC, 1955)
- Ralph Burns: Bijou (OJC, 1955)
- Slim Gaillard: Laughing in Rhythm (Verve, 1947–54); Opera in Vout (Verve, 1947–52)
- Zoot Sims: Quartets (OJC, 1950/51)
- Lennie Tristano: The Complete Lennie Tristano (Mercury, 1946/47)